# Quebra Caixote
Quebra Caixote é um aglomerado subnormal da região leste de Goiânia. Segundo o IBGE é a maior favela de Goiânia, com mais de oitocentas pessoas morando nela. Localizada ao lado do bairro Leste Universitário, está nas margens da BR-153. Mesmo sendo uma invasão, conta com coleta de lixo, e grande parte da população goza de rede de água, esgoto e energia elétrica.